# Моламьяйнджун

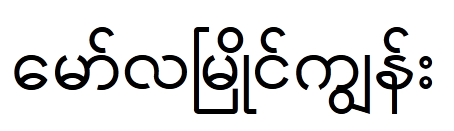
Моламьяйнджун — написание названия города на бирманском языке

Моламьяйнджун (бирм. မော်လမြိုင်ကျွန်း) — город в Мьянме. Расположен в юго-западной части страны в дельте реки Иравади. В административном плане относится к району Лабута, входящему в административную область Иравади. Является центром одноименного городского муниципалитета, подразделяющегося на 13 районов.
Население составляет более 39 тыс. человек — около 15 % населения одноимённого муниципалитета. Среди жителей превалируют бирманцы, абсолютное большинство горожан принадлежит к буддистской конфессии.
В мае 2008 года город подвергся значительным разрушениям в результате циклона Наргис. Восстановление производилось при содействии профильных структур Организации Объединённых Наций. В частности, при ооновской финансовой и технической поддержке было построено несколько сотен жилых домов и больница на 100 коек. Также по линии ООН горожанам была предоставлена гуманитарная продовольственная помощь в общем объёме более 5 тыс. тонн.
В 2010 году открытие нескольких новых автодорожных мостов через различные рукава Иравади существенно улучшило наземное транспортное сообщение между Моламьяйнджуном и столицей страны Янгоном. Вместе с тем, большую роль по-прежнему играет речное сообщение, осуществляемое с помощью регулярных пассажирских и грузовых рейсов.